# Tjortkiv
Tjortkiv (ukrainsk: Чортків; polsk: Czortków; jiddisch: טשאָרטקאָווו Chortkov) er en by i Tjortkiv rajon, Ternopil oblast (provins) i det vestlige Ukraine. Den er administrativt centrum i Tjortkiv rajon (distrikt) og huser distriktets lokale administrationsbygninger. Tjortkiv er vært for administrationen af Tjortkiv urban hromada, en af hromadaerne i Ukraine. Byen havde i 2021 en befolkning på omkring 28.393 mennesker.
Tjortkiv ligger i den nordlige del af den historiske region Galicien Podolien på bredden af floden Seret.
Tidligere var Tjortkiv hjemsted for mange Chasidisk jøder; det var en bemærkelsesværdig shtetl og havde et betydeligt antal jøderer bosiddende der før Holocaust. I dag er Tjortkiv et regionalt handels- og mindre produktionscenter. Blandt de arkitektoniske monumenter er en fæstning bygget i det 16. og 17. århundrede samt historiske trækirker fra det 17. og 18. århundrede.

## Gallery
- Det gamle rådhus
- Nyt rådhus
- Ascensionskirken i Tjortkiv
- Historisk retsbygning
- Ruiner af Tjortkiv Slot og regimenstskirken
- Sankt Stanislaus Kirke
- Tidligere Hasidisk synagoge of Tjortkiv
- Jernbanestation
- Tjortkiv Kulturhus
- Bycenter og det gamle rådhus i Tjortkiv
- Fodboldstadion Tjortkiv, 1938
- Peter og Paul Katedralen